# Bushwick (film)
A Bushwick 2017-ben bemutatott amerikai akció-filmthriller, amelyet Nick Damici és Graham Reznick forgatókönyvéből Jonathan Milott és Cary Murnion rendezett. A főbb szerepekben Dave Bautista és Brittany Snow látható.
2017. január 21-én mutatták be a Sundance Filmfesztiválon. Az Egyesült Államokban augusztus 25-én került a mozikba.

## Cselekmény
Egy volt amerikai haditengerészeti szanitéc és egy fiatal egyetemista lány furcsa szövetséget kötnek, amikor titokzatos, erősen felfegyverzett milícia támadja meg városukat. Miután mindketten megsérülnek a harcok során, együtt kell dolgozniuk, hogy megmentsék családtagjaikat és elmeneküljenek az Egyesült Államok hadseregének civilek számára fenntartott kivonulási pontjára.

## Szereplők
- Dave Bautista – Stupe
- Brittany Snow – Lucy
- Jeff Lima – Gregory
- Angelic Zambrana – Belinda
- Paco Lozano – pap
- Christian Navarro – Eduardo
- Arturo Castro – Jose
- Jeremie Harris – JP
- Myra Lucretia Taylor – Ma
- Alex Breaux – Brewer hadnagy

## A film készítése
A női főszerepet, Lucy szerepét Jane Levy kapta meg. 2015. szeptember 9-én Dave Bautista is csatlakozott a filmhez, aki a háborús veteránt, Stupe-ot alakítja. Ő és Lucy Brooklyn katonai inváziója során találkoznak, és úgy döntenek, átkelnek Bushwick öt háztömbjén, hogy elérjék a biztonsági zónát. 2015. november 4-én Brittany Snow lépett Levy helyére.
A film zenéjét Aesop Rock rapper és zenei producer szerezte. A Lakeshore Records adta ki a filmzenét. 
A film forgatása 2015. december elején kezdődött Brooklynban.

## Fordítás
- Ez a szócikk részben vagy egészben  a   Bushwick (film) című angol Wikipédia-szócikk fordításán alapul.  Az eredeti cikk szerkesztőit annak laptörténete sorolja fel. Ez a jelzés csupán a megfogalmazás eredetét és a szerzői jogokat jelzi, nem szolgál a cikkben szereplő információk forrásmegjelöléseként.